# Moisés Ikonicoff
Moisés Ikonicoff (Buenos Aires, 2 de septiembre de 1934-12 de diciembre de 2018) fue un abogado, economista, político y funcionario argentino.
Integró la corriente de pensadores de la Teoría de la Dependencia entre 1960 y 1970, junto con el expresidente de Brasil Fernando Henrique Cardoso, Celso Furtado, Alain Touraine y Samir Amin.  Entre 1960 y 1990, participó en la formulación de los planes de desarrollo económico de diversos gobiernos en el Tercer Mundo, como Argelia, Marruecos, Congo y Costa de Marfil. Fue profesor de «Economía del desarrollo» y director del Instituto de Estudios del Desarrollo Económico y Social de la Universidad de París, Francia. En la década de 1990, se desempeñó en la función pública como secretario de Planificación de la Presidencia, entre otros cargos. Escribió para periódicos y revistas de Francia y otros países de Europa, así como de Argentina y México. Fue el autor de La cultura de la renta a la economía de producción y de numerosos artículos sobre Economía del Desarrollo publicados en la revista Tiers-Monde.

## Biografía

### Infancia
La infancia de Moisés Ikonicoff comienza en el barrio de Caballito, donde nació. Hijo de Rosa Rascovsky (médica, prima del psicoanalista Arnaldo Rascovsky) y de Bernardo Ikonicoff.
A pocos meses de su nacimiento, la familia se trasladó a Ceres, Santa Fe (cercana al límite con Santiago del Estero), donde la madre había obtenido un puesto como médica rural. El padre atendía un almacén de ramos generales, pero entre ambos apenas conseguían el sustento para vivir.  
Enfermo de leucemia, su padre falleció cuando Moisés tenía cuatro años. Su madre regresó a Buenos Aires y se instalaron en casa de la abuela materna en Barrio Norte; por entonces, una zona de conventillos. Además de la abuela, ya vivían en esa casa una tía con sus dos hijos y un tío soltero. 
Mientras su madre seguía trabajando —por la mañana como médica en el hospital y por la tarde en un consultorio privado—; Moisés jugaba en la calle con amigos del barrio. Cursó la primaria a metros de su casa, en la escuela Juan Larrea.
Ese periodo terminó a sus doce años, cuando el grupo familiar se dispersó: su tío contrajo matrimonio y se mudó a un departamento; su tía y primas se van a vivir a otro, y Moisés con su madre y abuela se mudaron a Villa Crespo.
Rosa quiso que su hijo estudiara en el Colegio Carlos Pellegrini. Moisés rindió y aprobó el examen de ingreso, pero comenzó una adolescencia lejos de amigos y seres queridos, que se plasmó en una sostenida mala conducta. Después de varios llamados de atención, fue expulsado de la institución, pero gracias a la intervención de su madre y su buen desempeño académico, fue reincorporado y pudo completar allí sus estudios.

### Sus comienzos en la política
Al finalizar la secundaria, se inscribió en la Facultad de Ciencias Económicas de la Universidad de Buenos Aires para la carrera de Contador. Aunque le gustaban mucho las Matemáticas, no le interesaba la práctica de esa profesión, razón por la que recurrió a un test vocacional y descubrió su vocación política, por lo que decidió cursar la carrera de Abogacía (ante la inexistencia de otras carreras más específicas, ésta era la elegida por todos aquellos que pretendían ingresar en la actividad política).
En sus años como estudiante, Ikonicoff ocupó el cargo de presidente del Centro de Estudiantes de la Facultad de Derecho de la Universidad de Buenos Aires, para luego ser elegido presidente de la Federación Universitaria de Buenos Aires (FUBA).
En 1961, Ikonicoff se casó con Liliana Kaplan, médica e investigadora en Neonatología, quien fuera su primera esposa (y de quien se divorciaría en 1976). Fruto de este matrimonio son Alex Ikonicoff (1964) y Román Ikonicoff (1966).
Entre 1961 y 1962, realizó un viaje a Europa del Este como expositor para hablar sobre los problemas de la paz mundial, invitado por el Consejo Mundial de la Paz que se llevó a cabo en Helsinki, Finlandia, en calidad de delegado juvenil de los estudiantes argentinos.
Con algunos años de militancia y varias detenciones, tras la caída de Arturo Frondizi en marzo de 1962, consiguió una beca y migró a Francia.

### En Francia
En París, el economista François Perroux invita a Ikonicoff a trabajar en el Instituto de Ciencias Económicas Aplicadas (ISEA) del que era Director. A partir de entonces, participa de numerosas investigaciones, en su mayor parte relacionadas con los procesos económicos de países del continente africano. 
En la década de los sesenta, pasó a desempeñarse como docente en el Institut d'Études Économiques et Sociales (IEDES - París I, Sorbona) también a cargo de Perroux. En esta instancia, dirigió numerosas tesis de Estado de diversa índole.
En Francia, en ese entonces, se gestaba el movimiento conocido posteriormente como El Mayo Francés del 68. Ikonicoff, con 34 años, fue un ferviente defensor de los ideales de esta protesta, en un principio estudiantil y luego extensiva a todas las capas de la sociedad, constituyéndose así como piedra angular de gran parte de las problemáticas socio-educativas del siglo XX. Entre otras cosas, Ikonicoff participó de la ocupación del pabellón argentino de la Ciudad Universitaria. 
En 1969, se llevaron a cabo las primeras elecciones tripartitas (estudiantes, egresados y docentes) en la Universidad pública francesa. En este marco, Ikonicoff es elegido Director del IEDES en reemplazo de Perroux, quien había renunciado meses atrás. Además, a principios de los setenta, es convocado por Houari Boumédiène, presidente de Argelia, como asesor en planificación y con la misión de crear un instituto con las mismas características de aquel que presidía. A su vez, es incorporado como miembro del consejo editorial de la revista Tiers-Monde (Revue internationale des études du développement), editada por la casa de Edición Universitaria Presse Universitaire Française.

### Retorno a la patria y persecución
En el año 1971, Ikonicoff es solicitado por el General Juan Domingo Perón —en ese entonces refugiado en España— a raíz de su trabajo en Francia. En el transcurso de los años siguientes, Ikonicoff regresa a su patria gracias a la concreción de numerosos encuentros. Los mismos desembocaron, en el año 1973, en la propuesta por parte de Perón (ya presidente de Argentina) de crear un Instituto de Gobierno similar a la Escuela Nacional de Administración francesa (ENA) en el país, proyecto que Ikonicoff llevó a cabo dando lugar a lo que hoy conocemos como Instituto Nacional de Administración Pública (INAP).
En 1974, con el deceso de Perón y la asunción de Isabelita, Ikonicoff debe exiliarse en Francia amenazado de muerte por la Alianza Anticomunista Argentina (AAA). Allí, retoma sus actividades académicas.

### Otra vez en Francia: La vida académica
Nuevamente en Francia, Ikonicoff retoma su vida académica. Ese mismo año, es invitado a participar de un encuentro entre la Organización de países exportadores de petróleo (OPEP) y las potencias mundiales sobre el tema de actualidad del momento, es decir, los precios del petróleo, que se organizó en Teherán, capital de Irán. A partir de allí, los países de la OPEP figurarían como referencia en la mayor parte de sus artículos.
En los años 80, Ikonicoff concursa un puesto en el Centre National de la Recherche Scientifique (CNRS), por el que compite con otros cincuenta solicitantes. De este modo, es elegido Maître de Recherches, denominación que años después pasaría a ser Directeur de Recherches, es decir, Director de Investigación de aquella institución.
En el año 1981, Ikonicoff contrae matrimonio con su segunda esposa, Hélène Nathan, francesa, Doctora en Derecho de la Universidad de París I y abogada. En 1985 nace su hija, Natascha Ikonicoff.

### La vuelta definitiva a la Argentina
En 1988, el candidato a presidente Carlos Saúl Menem se reúne con Moisés Ikonicoff en París a raíz de su trabajo en economía del desarrollo. El encuentro giró en torno a programas económicos posibles para la Argentina, orientados a resolver problemas de urgencia que aquejaban el país, como la deuda pública, la inflación y la función de los bancos. A partir de esta reunión, Menem lo invita a formar parte de su gabinete en caso de ganar las elecciones.
En efecto, una vez electo, Menem lo designa secretario de Planificación de la Presidencia, motivo por el que éste retorna finalmente a su país, esperando instalarse allí definitivamente con su esposa e hija. Luego de su rol como Secretario de Planificación, Ikonicoff asume otros cargos públicos durante la presidencia de Menem, como Secretario del Ministerio del Interior y Asesor en el Ministerio de Relaciones Exteriores.
En los años 90 se edita su libro De la cultura de la renta a la economía de producción, que pretende brindar una perspectiva diferente respecto de la visión económica hegemónica de la historia argentina, vinculada a teorías de la economía de la Dependencia. En síntesis, Ikonicoff propone y describe un modelo de crecimiento económico y social anclado en un sistema rentista, el cual impide el desarrollo de estructuras de producción propias. 
Por estos años, Ikonicoff mantiene un diálogo con el sociólogo francés Alain Touraine, amigo y colega, en una emisión transmitida por la televisión pública (ATC), organizada en función de su visita al país. Asimismo, participó en gran cantidad de programas televisivos como invitado, desempeñando una faceta humorística. Incluso fue parte del elenco de una obra de teatro de revista, donde realizaba monólogos políticos.
En la década del 2000, Ikonicoff se desempeña como conductor de la emisión Rotas Cadenas, y como co-conductor del programa Energy 26, ambas en Canal 26. Mientras que el primero contaba con un invitado cada noche y versaba sobre un tema en particular que invitaba a la reflexión del espectador, el segundo tenía el formato de una mesa redonda integrada por varios periodistas que analizaban los acontecimientos de la vida cotidiana desde el punto de vista político y cultural.

### Ikonicoff y la actualidad política
En cuanto a su lineamiento político, en la era de Néstor Kirchner, formó parte de un grupo de peronistas que se pronunciaron en contra del gobierno del mandatario. Su diferencia con los Kirchner se profundizó al tomar el poder su esposa, Cristina Fernández de Kirchner.

## Actividad académica
Moisés Ikonicoff desarrolló su carrera académica principalmente en París, Francia, donde primero se desempeñó como investigador principal en el Institut des Sciences Economiques Apliquées (ISEA) (de 1962 a 1969) para luego convertirse en Director de estudios del Institut de Developpement Economique et Social (IEDES) de la Universidad de París I (Panteón Sorbona) hasta 1980. En este año, es elegido como Director de Investigaciones del Centre National de la Recherche Scientifique (Francia).
Ya en Argentina, Ikonicoff sostiene su función de investigador en Francia, esta vez como miembro del Centre d´Études et de Recherches sur l´ Entreprise, la Technologie, les Institutions et la Mondalisation de la Universidad de Rennes 1 entre los años 1992 y 1995, cuando finalmente se retira de la actividad.

## Funciones públicas
Moisés Ikonicoff ocupó varios cargos en la administración pública de Argentina. Asumió primero como Secretario de Planificación de la Presidencia de la Nación bajo el gobierno de Carlos Menem en 1989, hasta que en 1991 lo nombran Presidente de la Administración Nacional del Seguro de Salud (ANNSSAL). Cambia de puesto nuevamente ese mismo año, cuando lo designan Secretario del Ministerio del Interior de la Nación. A su vez, y hasta 1996, también se desempeña como Director del Ciclo de Conferencias Internacionales dependiente del Ministerio y de la Secretaría de la Función Pública de la Presidencia de la Nación. A finales de ese año, Moisés Ikonicoff se retira de la función pública porque, en sus propios términos, la política «dejó de ser un proyecto colectivo para transformarse en algo totalmente individualista».

## Otras funciones
Además de la actividad académica desarrollada en Francia y su carrera en la función pública en Argentina, Moisés Ikonicoff desempeñó otras funciones a escala internacional. Entre otras, fue asesor de diversas Organizaciones Internacionales tales como Unesco, UNTAC , OCDE, Director del Working Group Role of State de la European Association of Development Institutes (EADI), Profesor invitado de la Universidad de Rabat (Marruecos) y participante del Forum de Delfos en Grecia, donde se reúnen anualmente los pensadores de las Ciencias sociales. Por último, en Francia también fue Director del Centro de Estudios de Políticas Económicas del Desarrollo (CEPED).

## Premios y reconocimientos
En Argentina, en 1993, fue condecorado por el gobierno francés, más específicamente por el en ese entonces embajador Pierre Guidoni, con el título de Oficial de las Palmas Académicas por sus aportes a las Ciencias Económicas. Un año después, en 1994, fue condecorado por el rey Juan Carlos I de España, con la Orden de Oficial de Isabel la Católica por sus contribuciones a la cultura europea. 

## Principales publicaciones
- «L'éducation en Amérique latine». Tiers-Monde 6 (24). 1965.

- «À propos de l'éducation en Argentine». Tiers-Monde 7 (25). 1966.

- «Les deux étapes de la croissance en Amérique latine». Tiers-Monde 10 (37). 1969.

- «Les investissements étrangers en Amérique latine». Tiers-Monde 11 (44). 1970.

- «Institut d'Étude du Développement Économique et Social (I.E.D.E.S.), Université de Paris I». Publications de l'Institut d'études et de recherches interethniques et interculturelles 3 (1). 1973.

- «Le transfert de technologie et les conditions de l'industrialisation dans le Tiers-Monde». L'Homme et la société 33 (1). 1974.

- «Trois thèses erronées sur l'industrialisation du Tiers Monde». Revue Tiers-Monde 28 (110). 1987.

- «De la théorie à la réalité». Espaces Temps 36 (1). 1987.

- Industrialización y modelos de desarrollo en Argentina, Trimestre Económico, Fondo de Cultura Económica, México 1979

- Multinationals and development, Mc Millan Editor, Londres 1980

- Le point Critique, Presse Universiteires de France, París 1981

- El papel del estado en el Tercer Mundo, Trimestre Económico, Fondo de Cultura Económica, México 1983

- L´Economie sousterraine, Revista Tiers Monde, París 1984

- Le tiers monde face a la mutation technologique, Revista Tiers Monde 1985, París

- La econonomía subterránea y el sistema económico mundial: La experiencia de los países de la Europa Mediterránea, Trimestre Económico (V. LIII (1) n.º 209), México, Enero-Marzo 1986

- De la cultura de la renta a la economía de producción, Legasa, Buenos Aires 1989

- Numerosos artículos relativos a los problemas económicos internacionales en revistas, diarios, semanarios y mensuales europeos, particularmente en Le Monde y Le Nouvel Observateur.[3]